# 楊勃
杨勃（1969年—），陕西汉中人，网名“阿北”，豆瓣网创办人兼首席执行官。
1985年，凭借全国中学生物理竞赛一等奖的资格，被保送进了清华大学物理学系本科学习。毕业后于1989年赴加州大学圣迭戈分校物理学系攻读博士。1998年至2000年，在IBM美国从事下一代磁记录设备的计算模型工作。2005年3月，创建以音乐、电影、读书等兴趣为导向的社交网站豆瓣网。